# Mike Oldfield
Michael Gordon „Mike“ Oldfield (* 15. května 1953 Reading, Anglie, Spojené království) je anglický kytarista, multiinstrumentalista, skladatel, producent a příležitostný zpěvák. V jeho skladbách se snoubí styly rocku, New Age, etno, world music a klasické hudby. Mezi jeho nejznámější díla patří debutové album Tubular Bells (1973) či písně „Moonlight Shadow“ z roku 1983 a „To France“ z roku 1984.

## Historie
Rodiče Mika Oldfielda byli Maureen a Raymond Oldfieldovi, zdravotní sestra a doktor. Jeho starší sourozenci, sestra Sally a bratr Terry, jsou úspěšní hudebníci, kteří již vydali několik sólových alb a kteří se podíleli na některých albech svého mladšího bratra. Mike Oldfield navštěvoval nyní již zaniklou školu Presentation College v Readingu.

### Raná kariéra
Oldfieldova hudební kariéra začala poměrně brzo v teenagerovském věku. Hrával na akustickou kytaru v místních folkových klubech. Jeho repertoár tvořily dvě patnáctimutové instrumentální skladby, které byly předchůdkyněmi jeho dlouhých kompozic ze 70. let. V tomto věku se stal členem „beatové skupiny“, která hrála hudbu ve stylu The Shadows. V roce 1967 Mike se svou sestrou Sally založili folkové duo The Sallyangie a po vystupování v místních klubech podepsali smlouvu s Transatlantic Records. Jejich jediné album, Children of the Sun, bylo vydáno v roce 1968. Krátce poté se skupina rozpadla. Mike ale zformoval se svým bratrem Terrym další duo jménem Barefoot, které se klonilo k rockové hudbě a které také brzy zaniklo.
V roce 1970 se Mike Oldfield stal členem skupiny The Whole Band zpěváka Kevina Ayerse, kde hrál na baskytaru. V této kapele také působil klávesista a hudební skladatel David Bedford, který se s Oldfieldem rychle spřátelil a který jej podporoval v tvorbě rané verze Tubular Bells. Bedford také později upravil a dirigoval orchestrální verze Tubular Bells a Hergest Ridge, prvních dvou Oldfieldových alb. Oldfield nahrál s Ayersem a jeho kapelou dvě alba, Whatevershebringswesing a Shooting at the Moon.
Zatímco Oldfield nahrál demo verzi Tubular Bells, pokusil se přesvědčit někoho v hudebním průmyslu, aby jeho projekt podpořil. Všechny oslovené společnosti ho však odmítly s tím, že jeho hudba je neprodejná. Nicméně v roce 1972 se Oldfield setkal s mladým Richardem Bransonem, který právě zakládal nové hudební vydavatelství Virgin Records. Po přehrání dema producentům Tomu Newmanovi a Simonu Heyworthovi začal Oldfield na podzim 1972 nahrávat definitivní verzi alba Tubular Bells.

### 1973–1991: období s vydavatelstvímVirgin
Debutové album Tubular Bells se stalo Oldfieldovým nejslavnějším dílem. Tato instrumentální kompozice byla nahrána na přelomu let 1972 a 1973 a vydána 25. května 1973 jako první album nového Bransonova vydavatelství Virgin Records. Album zcela zbořilo klasické hudební schéma, sám Oldfield na něm hraje na více než 20 odlišných nástrojů pomocí vícestopého nahrávacího zařízení v Bransonově studiu The Manor. V Tubular Bells se také střídá mnoho hudebních stylů a žánrů. Album se rychle dostalo do britského žebříčku Top 10 v prodejnosti hudebních alb a strávilo tam celkem 278 týdnů. V Británii se ho prodalo 2 575 000 kusů a tak se dostalo na 28. místo v žebříčku nejlépe prodávaných alb ve Spojeném království. V USA se Tubular Bells dostalo pozornosti především díky filmu Vymítač ďábla (anglicky The Exorcist) z téhož roku, ve kterém byla použita hudba z první části tohoto alba. Na podzim 1974 pak následovalo druhé Oldfieldovo album Hergest Ridge, které se na první místo britské Top 10 dostalo na tři týdny a pak bylo sesazeno Tubular Bells. Ačkoliv bylo Hergest Ridge vydáno více než rok po Tubular Bells, vrcholu v Top 10 dosáhlo jako první. Kromě Vymítače ďábla bylo Tubular Bells společně s další Oldfieldovou hudbou z následujících alb použito roku 1979 v dokumentárním filmu The Space Movie od Virginu, který oslavoval 10. výročí prvního přistání lidí na Měsíci.
Stejně jako Tubular Bells je Hergest Ridge instrumentální kus složený ze dvou částí, který tentokrát evokuje scény z oblíbené Oldfieldovy krajiny Herefordshire. Hergest Ridge pak v roce 1975 následovala alba The Orchestral Tubular Bells (orchestrální verze upravená Davidem Bedfordem) a jedno z první alb world music, Ommadawn. O tři roky později Oldfield vydal své další dílo, Incantations, na kterém zní vokály Sally Oldfieldové, Maddy Priorové a dívčího sboru z londýnské Queen's College.
V roce 1975 obdržel Oldfield cenu Grammy za nejlepší instrumentální kompozici (Tubular Bells – Theme from The Exorcist). Roku 1979 nahrál znělku „Blue Peter“ pro dětskou televizní show vysílanou na BBC. Byla používána 10 let.
Během natáčení alba Incantations absolvoval Oldfield kontroverzní terapii na posílení osobní sebedůvěry známou jako Exegesis. Jejím výsledkem zřejmě bylo první Oldfieldovo turné v roce 1979, na kterém spolu s mnoha dalšími přizvanými hudebníky propagoval své nejnovější album. Dokladem toho je první (a dosud také poslední) Oldfieldovo živé album Exposed vydané téhož roku.
Na začátku 80. let se Oldfield začal přiklánět k „středněproudé“, mainstreamové pop music. Začalo to alby Platinum a QE2 s kratšími instrumentálními skladbami. Brzy poté začal psát písničky, ve kterých zpívali různí interpreti a které jsou charakteristické Oldfieldovými kytarovými sóly. Nejznámější z nich je „Moonlight Shadow“, hit z roku 1983 s Maggie Reillyovou jakožto zpěvačkou. Tato píseň byla převzata i mnoha jinými hudebníky, včetně Aselin Debisonové (kanadské folkové zpěvačky) nebo DJ Mystic (elektronická hudba/techno).
O rok později Oldfield napsal hudbu k filmu Rolanda Joffého Vražedná pole (anglicky The Killing Fields), ke kterému vydal také stejnojmenný soundtrack. K Islands, vlastnímu albu z roku 1987, natočil Oldfield videoalbum, které zahrnuje videoklipy k většině skladeb na albu. Islands pokračovalo ve stylu, který u Oldfieldových alb začal již v roce 1982, totiž jednu stranu LP desky zabírá instrumentální kompozice, druhou pak několik rockových či popových písní. Z tohoto alba pochází také hitové písničky „Islands“ (zpěv Bonnie Tylerová) a „Magic Touch“ (zpěv Jim Price nebo, na americké verzi alba, Max Bacon).
Album Earth Moving bylo vydáno v červenci 1989 a bylo prvním (a také posledním) Oldfieldovým albem, kde obě strany LP desky zabíraly rockové či popové písně bez jakékoliv instrumentální skladby. Několik písniček z Earth Moving bylo vydáno jako singly. V této době se také zvyšovalo napětí mezi Oldfieldem a jeho vydavatelem Virgin Records. Vydavatelství totiž tlačilo Oldfielda k vydání Tubular Bells 2. Oldfieldovou rebelující odpovědí byl Amarok, hodinu trvající dílo zahrnující mnoho velmi rychle se střídajících témat, nepředvídatelnými hluky a skrytou zprávou v morseovce, ve které přímo urážel Richarda Bransona. Ačkoliv je Amarok mnohými fanoušky považován za Oldfieldovo vrcholné dílo, žádného komerčního úspěchu nedosáhl. Rozloučením s Virginem se stalo následující album Heaven's Open, ve kterém Oldfield pokračoval ve skrytých výpadech proti Bransonovi. Zajímavostí tohoto alba je také skutečnost, že veškeré hlavní vokály nazpíval Oldfield sám, což se v jeho díle stalo poprvé a naposled.

### 1991–2003: období s vydavatelstvímWarner
Prvním albem, které Oldfield nahrál a vydal u nového vydavatelství, ke kterému přešel, bylo Tubular Bells II, od původního Tubular Bells odlišná instrumentální kompozice, ale zároveň z původních „zvonů“ vycházející. TB II mělo živou premiéru na hradě ve skotském Edinburghu. Po tomto titulu Oldfield pokračoval ve skládání hudby v nových hudebních stylech. Roku 1994 vydal The Songs of Distant Earth, album ve stylu New Age koncipované jako „soundtrack“ ke stejnojmenné knize A. C. Clarka (česky Zpěv vzdálené Země). Téhož roku byl po Oldfieldovi pojmenován asteroid 5656 Oldfield.
Oldfield dále pokračoval v nových hudebních stylech, když nahrál Voyager, album ovlivněné keltskou hudbou. V roce 1998 vydal třetí „zvony“ – Tubular Bells III, tentokrát ve stylu taneční hudby ze španělské Ibizy, kam se přestěhoval. Toto album bylo stále inspirováno tématy původních Tubular Bells, ale odlišovalo se absencí projektu dvou částí kompozice.
Během roku 1999 vydal Oldfield dvě alba. První, Guitars, je čistě instrumentální album nahrané pouze za pomocí kytar (včetně „bicích“ nástrojů). Druhé album nese název The Millennium Bell a sestává z mnoha zcela rozdílných stylů hudby, které mají reprezentovat rozdílné historické epochy uplynulých 2000 let. Část alba byla živě představena během koncertu v Berlíně, který se konal během silvestrovských oslav roku 1999.
Dalším Oldfieldovým projektem se stalo MusicVR, které kombinovalo hudbu s počítačovou hrou na bázi virtuální reality. Jeho částí bylo také album Tr3s Lunas, které se prodávalo jako dvojCD. Na prvním disku bylo hudební album, na druhém pak počítačová hra.
V roce 2003 vydal Oldfield album Tubular Bells 2003, zcela novou nahrávku původního Tubular Bells při 30. výročí jeho vydání. Verze 2003, ve které byly „opraveny chyby a nedokonalosti“ z původní nahrávky zaviněné nezkušeností a také technickými možnostmi tehdejších nahrávacích studií, byla vydána nejen na CD, ale i na DVD jako DVD-Audio.

### Od 2004: současnost
V roce 2004 zprovoznil Oldfield svůj další virtuální projekt. Maestro v sobě zahrnovalo jak hudbu z Tubular Bells 2003, tak i několik dalších chill-outových skladeb. Hra je volně dostupná na Oldfieldových stránkách.
O rok později vydal Oldfield u Mercury Records dvojalbum Light + Shade. Dva disky hudby obsahují skladby kontrastující nálady, jeden hudbu relaxující („Light“), druhý více rozmrzelou a podrážděnou („Shade“). Disk „Light“ obsahuje také několik vybraných skladeb z alba ve formátu U-MYX, který umožňuje posluchačům vytvořit si vlastní remix.
Na konci roku 2006 se Oldfield zúčastnil německého turné Nokia Night of the Proms, na kterém vystupoval jako jeden z mnoha účastníků. Turné čítalo celkem 18 koncertů. V květnu 2007 byla u Virgin Books vydána Oldfieldova autobiografie s názvem Changeling. V českém překladu vyšla tato kniha na podzim 2008 s názvem Z jiného světa.
Album Music of the Spheres vydal Oldfield v březnu 2008, jednalo se o jeho premiéru s klasickou hudbou a orchestrem (nelze počítat The Orchestral Tubular Bells, neboť to bylo pro orchestr upraveno dodatečně Davidem Bedfordem). Roku 2013 vydal ve spolupráci s elektronickým duem York remixovou desku Tubular Beats, která přináší velké množství syntetických zvuků a hostování zpěvačky Tarji Turunen. Následující rok vyšlo rockové album Man on the Rocks, kde post zpěváka obsadil Luke Spiller.
V následujících letech se vrátil ke svým kořenům a v roce 2017 vydal album Return to Ommadawn. Zároveň oznámil, že pracuje na čtvrtém dílu Tubular Bells.

## Soukromý život
Mike Oldfield a jeho sourozenci byli vychováni v římskokatolické víře, což bylo náboženství jejich matky Maureen. Na konci 70. let se Oldfield oženil s Dianou D'Aubignyovou, sestrou z programu Exegis. Toto manželství ale trvalo pouze několik týdnů.
Mike Oldfield má celkem sedm dětí. Tři děti se narodily na začátku 80. let Sally Cooperové (dcera Molly, synové Dougal a Luke), další dvě (narodily se na konci 80. let) má s Anitou Hegerlandovou (dcera Greta, syn Noah). Na začátku 21. století se Oldfield oženil s Fanny Vandekerckhoveovou, se kterou se seznámil během pobytu na Ibize. Jejich dva synové se jmenují Jake a Eugene.
Oldfield je motocyklový fanoušek, vlastní pět motorek.
V roce 1999 prodal Oldfield svou vilu na ostrově Ibiza hudebníkovi Noelu Gallagherovi za 2,5 milionů liber.
V roce 2007 se Oldfield přestěhoval z anglického Gloucestershiru do španělské Palmy de Mallorca, protože Británie silně omezila kouření na veřejnosti. Mike Oldfield ale už dříve žil mimo Spojené království (např. v Los Angeles a na Ibize v 90. letech nebo ve Švýcarsku v polovině 80. let kvůli daním). V současnosti vlastní Oldfield ještě dům v Monaku. V roce 2009 se Oldfield rozhodl přestěhovat na Bahamy a dům na Mallorce prodat.

## Diskografie
- 1973 – Tubular Bells
- 1974 – Hergest Ridge
- 1975 – Ommadawn
- 1978 – Incantations (dvojalbum)
- 1979 – Platinum
- 1980 – QE2
- 1982 – Five Miles Out
- 1983 – Crises
- 1984 – Discovery
- 1987 – Islands
- 1989 – Earth Moving
- 1990 – Amarok
- 1991 – Heaven's Open
- 1992 – Tubular Bells II
- 1994 – The Songs of Distant Earth
- 1996 – Voyager
- 1998 – Tubular Bells III
- 1999 – Guitars
- 1999 – The Millennium Bell
- 2002 – Tr3s Lunas
- 2003 – Tubular Bells 2003
- 2005 – Light + Shade (dvojalbum)
- 2008 – Music of the Spheres
- 2014 – Man on the Rocks
- 2017 – Return to Ommadawn

## Turné a koncerty
První turné uspořádal Oldfield až v roce 1979 (na tomto turné byl nahrán záznam, který byl později vydán jako živé album Exposed). Další série koncertů následovaly v první polovině 80. let (každý rok až do roku 1984 včetně). Následující turné již bylo menšího rozsahu a konalo se v roce 1993 při příležitosti vydání desky Tubular Bells II a 20. výročí alba Tubular Bells. Zatím poslední „klasické“ turné absolvoval Oldfield v roce 1999. Na přelomu let 2006 a 2007 se také účastnil koncertů Night of the Proms, kde byl pouze jedním z účastníků a jeho vystoupení tak trvalo přibližně 30 minut.
- 1979 – Tour of Europe (březen – květen)
- 1980 – In Concert (duben – květen, září)
- 1981 – European Adventure Tour (březen – duben, červen – červenec)
- 1982 – Five Miles Out World Tour (duben – květen, září – prosinec)
- 1983 – Crises Tour (květen – červen)
- 1984 – Discovery Tour (srpen – listopad)
- 1993 – Tubular Bells II 20th Anniversary Tour (březen – duben, září)
- 1999 – Live Then & Now (červen – červenec)
- 2006 – Nokia Night Of The Proms (prosinec)
- 2007 – Nokia Night Of The Proms (březen)

V Česku hrál Mike Oldfield jednou, stalo se tak 24. července 1999 v Praze v rámci turné Live Then & Now.
Zajímavé koncerty mimo turné:
- 25. června 1973 – světová premiéra Tubular Bells, Londýn
- 22. července 1983 – koncert při příležitosti 10. výročí vydání Tubular Bells, Londýn
- 25. dubna 1986 – The Colombian Volcano Concert (charitativní koncert), Londýn
- 4. září 1992 – světová premiéra Tubular Bells II, Edinburgh
- 4. září 1998 – světová premiéra Tubular Bells III, Londýn
- 31. prosince 1999 – The Art in Heaven Concert (silvestrovský koncert při příležitosti nového milénia), Berlín
- 7. března 2008 – světová premiéra Music of the Spheres, Bilbao
- 27. července 2012 – vystoupení na úvodním ceremoniálu Letních olympijských her 2012, Londýn

## Kytary
Mike Oldfield je multiinstrumentalista, i když on sám se označuje především za kytaristu.
Během let používal Oldfield mnoho kytar, některé z nich jsou zmíněny níže:
- růžový Fender Stratocaster – Oldfield jej používal od začátku 80. let do roku 2007, kdy ho prodal za 30 000 liber
- žlutý PRS Artist Custom 24 – je používán Oldfieldem od konce 80. let dodnes
- světlý Fender Telecaster z roku 1966, výrobní číslo 180728 – jediná elektrická kytara použitá na Tubular Bells; před Oldfieldem ji vlastnil Marc Bolan; prodán ve prospěch charity SANE v roce 2007
- různé kytary Gibson Les Paul a SG – Oldfield je ve větší míře používal v 70. a 80. letech
- Fender Telecaster Deluxe v úpravě Sunburst – použita na albu Man on the Rocks
- replika akustického Gibsonu J-45 True Vintage (1942), asi z roku 2013,[11] použita na albu Man on the Rocks včetně videoklipů

Mike Oldfield používá od začátku 90. let také kytarové syntezátory.